# Leszno (gromada w powiecie pruszkowskim)
Leszno – dawna gromada, czyli najmniejsza jednostka podziału terytorialnego Polskiej Rzeczypospolitej Ludowej w latach 1954–1972.
Gromady, z gromadzkimi radami narodowymi (GRN) jako organami władzy najniższego stopnia na wsi, funkcjonowały od reformy reorganizującej administrację wiejską przeprowadzonej jesienią 1954 do momentu ich zniesienia z dniem 1 stycznia 1973, tym samym wypierając organizację gminną w latach 1954–1972.
Gromadę Leszno z siedzibą GRN w Lesznie utworzono – jako jedną z 8759 gromad na obszarze Polski – w powiecie pruszkowskim w woj. warszawskim, na mocy uchwały nr VI/10/15/54 WRN w Warszawie z dnia 5 października 1954. W skład jednostki weszły obszary dotychczasowych gromad Białuty, Grądy i Grądki, ponadto osada Leszno i wieś Leszno z dotychczasowej gromady Leszno, wieś Marianów z dotychczasowej gromady Powązki oraz wieś Plewniak z dotychczasowej gromady Plewniak ze zniesionej gminy Radzików, a także część dotychczasowej gromady Osiek położona na północ od rzeki Utraty ze zniesionej gminy Pass, w tymże powiecie. Dla gromady ustalono 27 członków gromadzkiej rady narodowej.
31 grudnia 1959 do gromady Leszno przyłączono obszar zniesionej gromady Łubiec w tymże powiecie; z gromady Leszno wyłączono natomiast wieś Białuty i kolonię Osiek, włączając je do gromady Błonie w tymże powiecie.
31 grudnia 1961 do gromady Leszno włączono obszar zniesionej gromady Czarnów w tymże powiecie.
Gromada przetrwała do końca 1972 roku, czyli do kolejnej reformy gminnej. 1 stycznia 1973 w powiecie pruszkowskim utworzono gminę Leszno (od 1999 gmina leży w powiecie warszawskim zachodnim w woj. mazowieckim).